# Trotteria coronillacola
Trotteria coronillacola är en tvåvingeart som beskrevs av Fedotova 2007. Trotteria coronillacola ingår i släktet Trotteria och familjen gallmyggor. Inga underarter finns listade i Catalogue of Life.